# I Promise
I Promise è il primo album in studio della cantautrice, conduttrice e modella italiana Cristèl Carrisi, pubblicato nel 2005 a nome Cristel.

## Tracce
1. Hold of Myself
2. I Promise
3. New Page
4. Angel
5. Sailors
6. Runnin' Out of Here
7. Unreachable
8. Hand in Hand
9. A Trip to the Stars
10. What About Me
11. Have You Lost Your Mind?
12. Poem
13. No More Words